# Грюнберги
Грюнберги (нем. von Grünberg, von Grüenberg, von Gryenenberg) — старинный баронский и дворянский род.
Первое упоминание о Грюнбергах относится к XIII веку. В исторической области Новой Марки (Neumark) в Бранденбургском Маркграфстве, в Силезии и Саксонии они были известны как von Grünberg, von Grüenberg и von Gryenenberg. По Бучелли они из Мейсена, а по Люцу их родовое гнездо в Саксонии (Crossensche).
Известны также швейцарские Грюненберги (Freiherren von Grünenberg) — род, известный с середины XII до середины XV века на швейцарском плато, в Oberaargau на севере кантона Берн.

## Описание герба
В щите, имеющем красное поле, простые белые рога перевитые розами. Щит увенчан обыкновенным дворянским шлемом с бурелетом, на нём простые рога, оплетённые розами. Намёт на щите красный, подложен серебром.
В щите, имеющем серебряное поле, изображены шесть гор. Щит увенчан обыкновенным дворянским шлемом с дворянской на нём короной, на ней горами с перьями. Намёт на щите зелёный, подложен горностаем.

## Известные представители
- Грюненберг, Конрад фон (1420—1494) — немецкий рыцарь, влиятельный бюргер, бургомистр г. Констанц, геральдист.